# Powiat Tab
Powiat Tab (węg. Tabi járás) – jeden z jedenastu powiatów komitatu Somogy na Węgrzech. Jego powierzchnia wynosi 427,24 km². W 2007 liczył 13 864 mieszkańców (gęstość zaludnienia 32 os./1 km²). Siedzibą władz jest miasto Tab.

## Miejscowości powiatu Tab
- Andocs
- Bábonymegyer
- Bedegkér
- Bonnya
- Fiad
- Kánya
- Kapoly
- Kára
- Kisbárapáti
- Lulla
- Miklósi
- Nágocs
- Sérsekszőlős
- Somogyacsa
- Somogydöröcske
- Somogyegres
- Somogymeggyes
- Szorosad
- Tab
- Tengőd
- Torvaj
- Törökkoppány
- Zala
- Zics